# B2-Namous
B2-Namous est une ancienne base militaire secrète de l'armée française située dans le Sahara et qui a été utilisée du temps de l'Algérie française (jusqu'en 1962), mais également du temps de la République algérienne (de 1965  à 1986). B2-Namous est la dernière base militaire, connue, à avoir été utilisée par la France après l'indépendance de l'Algérie. La présence de cette base a été publiquement divulguée en 1997, soit vingt ans après la fin du premier bail renouvelable accordé à la France par les accords d'Évian de 1962.

## Site original jusqu'en 1940
Au XXe siècle, le ministère de la Défense installe une base secrète d'essais d'armes chimiques et biologique dans l'oued Namous (namous signifie moustique en berbère et en arabe) nommée B2-Namous et située dans un no man's land au sud de Beni Ounif et de la frontière marocaine.
Plusieurs campagnes d'essais de dispersion de toxiques sont menées par l'armée française en Algérie, à partir de 1930. Les premiers essais en grand furent réalisés dans la région de Chegga, puis à partir de 1931, sur le polygone de tir du centre de recherche et d'essais chimiques gigantesque de Béni-Ounif, alors composé de trois sites dénommés B1, B2 et B3. Par la suite, le centre B2 connu sous le nom de B2-Namous fut exclusivement dévolu aux essais des armes chimiques et bactériologiques. En 1935, le centre fut rebaptisé Centre d'expérimentation semi permanent de Béni-Ounif, ou CESP. De nombreuses campagnes de tir de munitions chimiques, d'essais de bombes chimiques d'aviation, d'épandages de vésicants par avions, de création de vagues gazeuses toxiques par dispersion en chandelle, d'essais d'armes chimiques nouvelles, ont lieu jusqu'en 1940. Les forces armées britanniques utiliseront également ce centre jusqu’à l'armistice de 1940 et utiliseront ensuite la base canadienne de Suffield de 1941 à 1946.

## Réactivation en 1965
Le polygone d'essai de B2-Namous couvrant une superficie de 100 × 60 km est alors le second plus vaste centre d'expérimentation d'armes chimiques au monde après celui de l'Union soviétique. Il est remis en activité en 1965 à l'initiative du président Charles de Gaulle, à la suite de la tenue d'un Conseil de défense et de sécurité nationale et dans le cadre du renouvellement du contrat de bail préalablement établi par les accords d'Évian de 1962. La délégation algérienne accepte la réouverture de B2-Namous à condition que les autorités d'Alger bénéficient d'une couverture civile pour ne pas avoir à traiter avec l'armée française. Concrètement, le site d'essai doit être officiellement géré par une entreprise civile, et c'est la société industrielle Sodeteg (« Société d'études techniques et d'entreprise générale » du groupe Thomson) qui obtient ce contrat.
La Sodeteg postera sur le site des permanents : un responsable de site, un chef de chantier, un infirmier, un contrôleur aérien, un électricien, un électro-mécanicien, deux mécaniciens auto, deux magasiniers, quatre radio-électriciens, deux administratifs basés à Béchar[réf. nécessaire].

## Fin du secret militaire
La divulgation de ce secret militaire et diplomatique est le fait du journaliste français Vincent Jauvert du magazine Le Nouvel Observateur qui en a fait la une de son no 1720 d'octobre 1997 « Exclusif : Quand la France testait des armes chimiques en Algérie »,. Le 21 octobre 1997, interpellé à ce propos par Hervé Brusini, journaliste de la chaîne télévisée France 2, le ministre de la Défense d'alors (1960-1969), Pierre Messmer, déclare :

« Tous les pays, qui avaient une certaine forme d'évolution industrielle et scientifique, s'efforçaient de mettre au point des types d'armes et en particulier, les armes incapacitantes, c'est-à-dire des armes qui, en quelque sorte, paralysent celui qui respire ou reçoit sur la peau le produit chimique en question. »

Officiellement, la base sert de champ d'expérimentation à la défense passive dans le sens de l'élaboration de nouveaux matériels de protection face à une agression chimique. La réactivation de B2-Namous intervient dans les contextes particuliers de la course aux armements inhérente à la guerre froide, et celui de la guerre du Viêt Nam au cours de laquelle les services de renseignement américains font part à leurs alliés français de leurs recherches dans ce domaine et également de l'avancée de leur ennemi commun soviétique. En 1972, le gouvernement français fait adopter une loi interdisant tous travaux sur les armes bactériologiques. À partir de cette date les travaux de B2-Namous ne portent donc officiellement plus que sur de l'armement chimique. Répondant à la question d'Hervé Brusini « Alors pourquoi l'Algérie indépendante acceptait-elle des expérimentations sur son sol ? », l'ex-ministre déclare :

« Mais B2-Namous c'est au Sahara, et au Sahara, comme on le sait, il n'y a pas beaucoup d'habitants et les expérimentations de la France à B2-Namous ne gênaient pas du tout l'Algérie, au contraire, je dirais au contraire parce que ça apportait autour de B2-Namous une certaine activité qui a disparu complètement quand nous avons fermé le centre. »

En mai 2017, le général à la retraite Rachid Benyellès dans son ouvrage Dans les arcanes du pouvoir (1962-1999), soutient que la France a bien continué à tester ses armes chimiques et bactériologiques en Algérie jusqu’à l’ère Chadli Bendjedid, soit jusqu'en 1986.

## Fermeture effective du site
Selon les sources, la base aurait fermée en 1978, pour d'autres en 1982 ou en 1986.

## Dépollution du site
En décembre 2012, un accord est conclu entre le gouvernement français et le gouvernement algérien lors de la visite de François Hollande à Alger, pour que la France entreprenne la dépollution chimique du site sous le contrôle de la DGA et plus particulièrement des experts du Centre d'étude du Bouchet à Vert-le-Petit.
Néanmoins, en octobre 2024, le président algérien Abdelmadjid Tebboune interpelle la France : « Venez nettoyer Oued Namous, où vous aviez développé vos armes chimiques ».

#### Dossier duNouvel Observateurd'octobre 1997
- "Quand la France testait des armes chimique en Algérie" (1/5), dossier du Nouvel Observateur, octobre 1997
- "La vie à B2-Namous" (2/5), dossier du Nouvel Observateur, octobre 1997
- "La panoplie chimique" (3/5), dossier du Nouvel Observateur, octobre 1997
- "«Faire claquer les filtres»" (4/5), dossier du Nouvel Observateur, octobre 1997
- "«B2-Namous, c'était vraiment très secret»" (5/5), dossier du Nouvel Observateur, octobre 1997

#### Actualités télévisées France 2 d'octobre 1997
- Essais chimiques en Algérie, France 2 - 20h - 21 octobre 1997
- Essais chimiques français en Algérie, France 2 - 13h - 22 octobre 1997